# Onopordum macrocephalum
Onopordum macrocephalum  (лат.) — вид растений рода Татарник. Произрастает на Ближнем Востоке — в Сирии, Иордании, Израиле. Растение является пищей личинок некоторых жуков-усачей: Agapanthia lais, Helladia pontica.